# ستيفانو فيوري

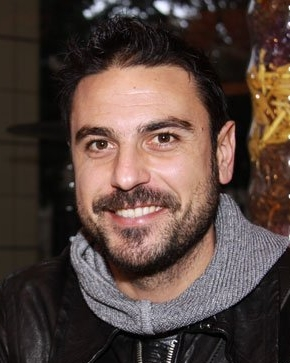
ستيفانو فيوري

ستيفانو فيوري (بالإيطالية: Stefano Fiore)‏، (كوزنسا، 17 أبريل 1975)، لاعب كرة قدم إيطالي.
بدأ مسيرته الكروية مع نادي كوزنسا في عام 1992، ولعب معهم حتى عام 1994، وشارك معهم في 11 مباراة وسجل هدف واحد، وفي موسم 1994/1995 انتقل إلى نادي بارما، ولعب معهم 8 مباريات وسجل هدف واحد، وفي موسم 1995/1996 انتقل إلى نادي بادوفا، ولعب معهم 24 مباراة وسجل هدف واحد، وفي موسم 1996/1997 انتقل إلى نادي كييفو، ولعب معهم 38 مباراة وسجل هدفين، وفي عام 1997 انتقل إلى نادي بارما، ولعب معهم حتى عام 1999، وشارك معهم في 54 مباراة وسجل هدفين، وفي عام 1999 انتقل إلى نادي أودونيزي، ولعب معهم حتى عام 2001، وشارك معهم في 67 مباراة وسجل 18 هدف، وفي عام 2001 انتقل إلى نادي لاتسيو، ولعب معهم حتى عام 2004، وشارك معهم في 95 مباراة وسجل 17 هدف، وفي عام 2004 انتقل إلى نادي فالنسيا، ولعب معهم 20 مباراة وسجل هدفين، وأعير إلى نادي فيورنتينا في موسم 2005/2006، ولعب معهم 38 مباراة وسجل 16 هدف، وأعير في موسم 2006/2007 إلى نادي تورينو، ولعب معهم 19 مباراة وسجل هدف واحد، ولعب لليفورنو موسم واحد، وهو يلعب حاليا مع نادي Cosenza.
وقد لعب مع منتخب إيطاليا لكرة القدم بين عامي 2000 و2004، وشارك معهم في 38 مباراة وسجل هدفين.

## مسيرته الكروية
لعب ستيفانو فيوري خلال مسيرته الاحترافية مع 11 ناديًا في تسعة عشر موسمًا وسجل خلالها 64 هدفًا ضمن 458 مباراة. حيث فاز في موسمين بالكأس ولم يفز بأي دوري.
خاض ستيفانو فيوري مسيرته مع نادي كوسينزا كالشيو في موسم 1992–93 في المرة الأولى ولمدة موسمين ثم في موسم 2009–10 ولمدة موسمين، مشاركًا طوالها في 55 مباراة سجل خلالها 10 أهداف. ثم انتقل إلى نادي بارما في موسم 1994–95 في المرة الأولى لمدة موسم واحد ثم في موسم 1997–98 ولمدة موسمين، حيث شارك طوالها في 62 مباراة سجل خلالها 3 أهداف. لينتقل بعدها إلى نادي بادوفا في موسم 1995–96 لمدة موسم واحد، مشاركًا في 24 مباراة سجل خلالها هدفًا واحدًا. ثم انتقل إلى نادي كييفو فيرونا في موسم 1996–97 لمدة موسم واحد، مشاركًا في 38 مباراة سجل خلالها هدفين. هذا وانتقل لاحقًا إلى نادي أودينيزي في موسم 1999–00 ولمدة موسمين، مشاركًا في 67 مباراة سجل خلالها 18 هدفًا. ثم انتقل بعدها إلى نادي لاتسيو في موسم 2001–02 واستمر معه طيلة ثلاثة مواسم، مشاركًا في 95 مباراة سجل خلالها 16 هدفًا. ليعود وينتقل من جديد، لكن هذه المرة إلى نادي فالنسيا في موسم 2004–05 لمدة موسم واحد، مشاركًا في 20 مباراة سجل خلالها هدفين. لينتقل بعدها إلى نادي فيورنتينا في موسم 2005–06 لمدة موسم واحد، مشاركًا في 38 مباراة سجل خلالها 6 أهداف. ثم لعب في نادي ليفورنو في موسم 2006–07 لمدة موسم واحد، مشاركًا في 16 مباراة سجل خلالها هدفين. ليعود ويرتحل عنه إلى نادي مانتوفا في موسم 2007–08 لمدة موسم واحد، مشاركًا في 24 مباراة سجل خلالها 3 أهداف.

## روابط خارجية
- ستيفانو فيوري على موقع الاتحاد الدولي (مؤرشف)  (الإنجليزية)
- ستيفانو فيوري على موقع قاعدة بيانات كرة القدم.إي يو (الإنجليزية)
- ستيفانو فيوري على موقع ناشيونال فوتبول تيمز (الإنجليزية)
- ستيفانو فيوري على موقع Soccerway.com (الإنجليزية)
- ستيفانو فيوري على موقع عالم كرة القدم.نت (الإنجليزية)
- ستيفانو فيوري على موقع كووورة